# セミ・ランドランドラ
- セミ・ラドラドラ

セミ・ランドランドラ（Semi Radradra、1992年6月13日 - ）は、ラグビーユニオン選手、元ラグビーリーグ選手。ジャパンラグビーリーグワンの静岡ブルーレヴズに所属。

## 名前の表記・発音
ジャパンラグビーリーグワン および 静岡ブルーレヴズによる選手登録では、「セミ・ラドラドラ」と表記する。
2017年8月31日のニュージーランドの新聞社サイト『ホークスベイ・トゥデイ』では、太平洋諸島の選手名が【母音字＋d】の際には、間に「n」の発音が入り、「母音＋n＋d」となる法則により、【Radradra】は「raan-draan-dra（ラーン・ドラーン・ドラ）」と発音することを示している。

## 略歴
フィジーの首都スバ出身。
2011年、15人制ラグビーユニオンU20フィジー代表、7人制フィジー代表としてプレー。

### ラグビーリーグ
2013年、13人制ラグビーリーグのパラマタ・イールズ（オーストラリア）でプロとしてのキャリアをスタートさせた。ラグビーリーグでは、フィジー代表とオーストラリア代表として活躍した。

### ラグビーユニオン
2017年に、15人制ラグビーユニオンにコードを変更し、フランスのトゥーロンに加入。
2018年にはボルドー・ベグルに移籍。同年フィジー代表としてラグビーユニオンの国際デビューを果たす。同年11月、フィジーが初めてフランスに勝利した試合（21-14）でトライを決めた。翌年にはラグビーワールドカップ2019に出場。
2020年にイングランドのブリストル・ベアーズに移籍。
2021年開催の2020年東京オリンピックの7人制フィジー代表に選ばれて金メダル獲得。
2023年加入のリヨン（フランス）を経て、2025-26シーズンから静岡ブルーレヴズへ加入した。